# Otto Fredrik Brunberg
Otto Fredrik Brunberg (i riksdagen kallad Brunberg i Tving), född 22 november 1808 i Tvings församling, Blekinge län, död där 13 september 1889, var en svensk godsägare och politiker.
Brunberg var ledamot av riksdagens andra kammare 1867–1872, invald i Medelstads domsagas valkrets i Blekinge län.